# Michael Joseph Corbett
Michael Joseph Corbett (ur. 29 maja 1931 w Rio de Janeiro, zm. ?) – brazylijski urzędnik konsularny.
Studiował na uczelni przygotowującej kadry dyplomatyczne w Instytucie Rio-Branco w Rio de Janeiro (1955-1959). Następnie pełnił funkcje w brazylijskiej służbie zagranicznej, m.in. członka zespołu Komisariatu Generalnego Brazylii na Wystawie Światowej w Brukseli (1958), urzędnika w poselstwie w Warszawie (1960), wicekonsula/II sekretarza/konsula w Gdyni (1960-1965), II sekr./I sekr./charge d'affaires w Karachi/Islamabadzie (1967-1971), w Ministerstwie Spraw Zagranicznych (1971-1972), konsula w Santa Cruz de la Sierra (1972-1974).